# Heinrich Georg Bronn
Heinrich Georg Bronn (Ziegelhausen, cerca de Heidelberg, 3 de marzo de 1800 - Heidelberg, 5 de julio de 1862) fue un geólogo, naturalista y paleontólogo alemán.
Estudió en la Universidad de Heidelberg. Se doctoró en 1821 en la facultad de medicina, y al año siguiente fue nombrado profesor de Historia Natural. A partir de entonces, se dedicó a la paleontología y al trabajo de campo en varios lugares de Alemania, Italia y Francia.
Entre 1830 y 1862 fue asistente de la edición del Jahrbuch für Mineralogie, continuado como Neues Jahrbuch. Su obra principal, Letkaea Geognostica (2 vols., Stuttgart, 1834-1838; 3ª ed. con F. Romer, 3 vols., 1851-1856), se considera una de las fundadoras de la geología estratigráfica alemana.
Su Handbuch einer Geschichte der Natur, cuya primera parte apareció en 1841, daba cuenta general de la historia física de la tierra; la segunda parte trataba de la historia orgánica, considerando a las especies como actos directos de creación; la tercera incluía el Index Palaeontologicus, que apareció en 3 volúmenes (1848-1849) con la colaboración de Hermann von Meyer y H.R. Göppert.
Bronn comenzó también un importante trabajo sobre zoología actual y fósil (Die Klassen und Ordnungen des Thier-Reichs) que fue continuado por otros naturalistas. Bronn escribió los volúmenes dedicados a los Amorphozoa, los Actinozoa, y los Malacozoa (1859 - 1862). En 1861 fue galardonado con la medalla Wollaston por la Sociedad Geológica de Londres.

## Honores

### Epónimos
- (Fouquieriaceae) Bronnia Kunth[1]

## Abreviatura (zoología)
La abreviatura Bronn  se emplea para indicar a Heinrich Georg Bronn como autoridad en la descripción y taxonomía en zoología.

- La abreviatura «Bronn» se emplea para indicar a Heinrich Georg Bronn como autoridad en la descripción y clasificación científica de los vegetales.[2]